# NewsGame
NewsGame（ニュースゲーム）は、DTC Japanが運営しているオンラインゲーム情報サイト。2009年6月よりオープン、当初はSgame（エスゲーム）という名称だったが2014年8月に、改名した。
日本国内と韓国のゲームに関するニュースやユーザーレビューを中心に情報の発信を行っている。
その他特集としてNHN Japan等のオンラインゲームのサービスを行っている企業インタビュー及びコラムを取り扱っている。
2012年7月よりreal PLAYにSgame動画を開設しており、記事内に含まれるオンラインゲームのプロモーション映像等を一覧して確認することができるようになった。